# Kościół Zakonu Mariawitów w Niemczech
Kościół Zakonu Mariawitów w Niemczech – wspólnota starokatolicka, działająca na terenie Niemiec, Szwecji i Paragwaju. Siedzibą władz Kościoła jest miasto Kolonia, gdzie rezyduje arcybiskup Udo Maria Norbert Szuwart.

## Nazwa
Oficjalną nazwą Kościoła jest Kościół Zakonu Mariawitów w Niemczech (niem. Kirche der Mariaviten (Auslandsjurisdiktion)), w odniesieniu do Zgromadzenia Kapłanów używa się określenia Pozajurysdykcyjny Zakon Mariawitów w Niemczech, bowiem jest to niezależna wspólnota mariawicka. Dla określenia tej gałęzi mariawityzmu stosuje się często określenie denominacja niemiecka mariawitów.
W 2008 usunięto z nazwy wyznania słowo Katolicki, ponieważ Kościół rzymskokatolicki sądownie uzyskał zastrzeżenie wyrazu „katolicki” wyłącznie dla siebie.

## Nauka
Kościół Zakonu Mariawitów opiera się na starodawnych katolickich zasadach wiary i moralności oraz na Objawieniu o Bożym Miłosierdziu, otrzymanym przez założycielkę mariawityzmu, błogosławioną Marię Franciszkę Kozłowską. Zasady te zawierają księgi kanoniczne Pisma Świętego Starego i Nowego Testamentu oraz dogmaty i tradycja nierozdzielonego Kościoła, określone na pierwszych siedmiu soborach powszechnych. Głównym celem Kościoła Starokatolickiego Mariawitów jest szerzenie czci dla Pana Jezusa w Przenajświętszym Sakramencie. W Kościele są sprawowane dwie formy spowiedzi: indywidualna (uszna w konfesjonale) oraz ogólna (sprawowana bądź jako odrębny obrzęd przed ołtarzem, bądź w połączeniu z mszą świętą w części zwanej spowiedzią powszechną). Do spowiedzi indywidualnej są zobowiązane przystępować dzieci oraz młodzież do lat 18. Większości nabożeństw towarzyszy wystawienie Najświętszego Sakramentu.
Kościół Pozajurysdykcyjnego Zakonu Mariawitów w Niemczech udziela błogosławieństwa parom homoseksualnym.

## Historia
Mariawityzm wyodrębnił się z polskiego Kościoła rzymskokatolickiego w 1906. Powodem secesji było niezaakceptowanie przez hierarchię polską i papieża w Rzymie działalności Zgromadzenia Kapłanów Mariawitów, które powstało na skutek objawienia Dzieła Wielkiego Miłosierdzia, jakie otrzymała siostra zakonna Maria Franciszka Kozłowska 2 sierpnia 1893 w Płocku. Kościół Zakonu Mariawitów w Niemczech wyłonił się z Kościoła Katolickiego Mariawitów, poprzez działalność biskupa Paula Marie Marca Fatôme, który w 1949 konsekrował na biskupa Norberta Maasa zapoczątkowując misję mariawicką w Niemczech.

## Struktura
Siedziba władz Kościoła znajduje się w Kolonii. W Szwecji funkcjonuje mariawicka wspólnota określająca siebie jako Niezależni Katolicy. Przewodzi jej, pozostający pod jurysdykcją Kolonii, bp Gunar Maria Bartholomeus Peterson. Również pod zwierzchnictwem arcybiskupa Szuwarta znajduje się Prałatura Personalna Kościoła Katolickiego Zakonu Mariawitów w Paragwaju.

## Zwierzchnicy
- 1951–1988 – Maria Norbert Paulus Maas (1918–1992)
- od 1988 – Norbert Szuwart (ur. 1942)